# جوئل شرک
جوئل شرک (فرانسوی: Joël Scherk‎؛ ۲۷ مهٔ ۱۹۴۶ – ۱۶ مهٔ ۱۹۸۰) فیزیک‌دان نظری فرانسوی بود که به مطالعه نظریه ریسمان و ابرگرانش پرداخت. دو دهه پس از مرگ او، لئونارد ملودینو در کتابی با عنوان پنجره اقلیدس (۲۰۰۱) ذکر کرد که شرک به درهم‌ریختگی روانی دچار شد و همسرش همراه فرزندانشان او را ترک نمودند و وی بعدتر دست به خودکشی زد.